# Daniel Boone
Daniel Boone (Birdsboro, 2 novembre 1734 – Saint Louis, 26 settembre 1820) è stato un esploratore statunitense, famoso per le sue esplorazioni nel Kentucky, dove, nonostante la resistenza indiana, fondò l'insediamento di Boonesborough al di là dei monti Appalachi.

## Biografia
Boone fece parte della milizia come ufficiale durante la Guerra d'indipendenza americana (1775-1783). Ebbe due figli, Israel e Jemina, dalla moglie Rebecca. Si spense nel 1820 e venne sepolto nel cimitero di Frankfort, Kentucky.

## Televisione
Negli anni 1960 fu prodotta la serie tv Daniel Boone. Dedicata alle gesta di Boone, il ruolo del pioniere fu affidato a Fess Parker, famoso per aver interpretato un altro personaggio storico statunitense, Davy Crockett.

## Versioni cinematografiche
La storia di Daniel Boone è stata portata sullo schermo numerose volte sin dal 1907. Il personaggio del famoso esploratore è presente anche in molti western:
- Daniel Boone di Wallace McCutcheon e Edwin Stanton Porter, interpretato da William Craven (1907)
- Daniel Boone's Bravery interpretato da George Melford (1911)
- The Chief's Daughter, regia di Hobart Bosworth che interpretò anche il ruolo di Boone (1911)
- In the Days of Daniel Boone di William James Craft, interpretato da Charles Brinley (1923)
- Daniel Boone di Claude Mitchell, interpretato da Elmer Grandin
- I diavoli rossi (Daniel Boone) di David Howard interpretato da George O'Brien (1936)
- La fortuna è femmina (Lady Luck) di Edwin L. Marin, interpretato da Russell Simpson (1946)
- Young Daniel Boone di Reginald Le Borg, interpretato da David Bruce (1950)
- La lunga valle verde (Daniel Boone, Trail Blazer) di Albert C. Gannaway, Ismael Rodríguez, interpretato da Bruce Bennett (1956)
- Daniel Boone, l'uomo che domò il Far West (Daniel Boone: Frontier Trail Rider) di George Sherman, interpre tato da Fess Parker (1966)(1923)